# Maytown (Washington)
Maytown az Amerikai Egyesült Államok északnyugati részén, Washington állam Thurston megyéjében elhelyezkedő önkormányzat nélküli település.
Maytown postahivatala 1922 és 1928 között működött. A település nevét egy helyi fűrészüzem tulajdonosának szülővárosáról, a Kentucky állambeli Maytownról kapta. A helyi hagyomány szerint egy telepes a következőt mondta: „It may become a town, and it may not, so I'll call it Maytown.” („Talán város lesz belőle, talán nem, így Maytownnak fogom hívni.”)

## Fordítás
- Ez a szócikk részben vagy egészben  a   Maytown, Washington című angol Wikipédia-szócikk ezen változatának fordításán alapul.  Az eredeti cikk szerkesztőit annak laptörténete sorolja fel. Ez a jelzés csupán a megfogalmazás eredetét és a szerzői jogokat jelzi, nem szolgál a cikkben szereplő információk forrásmegjelöléseként.